# Le Papillon d'acier
Pour plus de détails, voir Fiche technique et Distribution.
Le Papillon d'acier (Стальная бабочка) est un film russe réalisé par Renat Davletiarov, sorti en 2012,.

## Synopsis
L'enfant des rues de Moscou, Vika Chumakova surnommée La Peste, s'échappe d'un orphelinat et en compagnie d'autres adolescents commet des vols à l'arraché. Arrêtée par la police, elle se retrouve au département de police judiciaire. Ici, le capitaine de police Grigory Khanine enquête sur une série de meurtres de mineures commis par un tueur en série. Khanine décide d'utiliser Vika comme appât pour attraper le tueur.

## Distribution
- Daria Melnikova : Vika Chumakova, une sans-abri échappée d'un orphelinat
- Anatoli Bely : capitaine Grigori Khanine, officier de police
- Darya Moroz : Tatiana, maîtresse de Khanine, vendeuse
- Piotr Vins : Piotr Kosovski, policier, collègue de Khanine
- Andreï Kazakov : Nikolaï Zaitsev, policier, collègue de Khanine
- Maxime Dromachko : Tolik, sergent de police, tueur en série

## Fiche technique
- Photographie : Semion Yakovlev
- Musique : Roman Dormidochin
- Décors : Artiom Kouzmin, Alexandre Osipov, Anna Poliakova
- Montage : Matveï Epantchintsev